# Édes Gergely
Édes Gergely (Madar, 1763. január 24. – Tiszatarján, 1847. október 20.) református lelkész, költő.

## Élete
Iskoláit Sárospatakon, Debrecenben és ismét Sárospatakon járta. 1794-ben Heténybe ment akadémiai rektornak, ahol csak egy évet töltött. Innét a jövedelmezőbb Marosszántóra költözött szintén lelkésznek. Nem sikerült az ott töltött két év alatt annyit jövedelmet szereznie, hogy óhaját, a külföldi egyetemek meglátogatását elérhette volna. 1793-ban Kinyisen lett lelkész. 1797-ben beutazta az országot; azután Veszprémben állapodott meg mint káplán. Egy itt eltöltött félév után Nagyvázsony választotta meg lelkészének; 1801-ben Csórra, 1807-ben Litérre, majd Balatonhenyére, Pápára, Kupra és végül 1833-ban Derecskére ment papnak. "Halomra írta a verseket e nyomorult helyeken oly nyugodt megelégedéssel, mintha a fényes nagy jövedelmű Kiskunhalason hivataloskodott volna", írta fia, Édes Albert. Különben is szegényes helyzetét többnemű szerencsétlenség súlyosbította, így 1834-ben mindenéből kirabolták, majd ingóságai elégtek. Lelke azonban nem tört meg, folytonosan írt és munkáit egyre küldözgetett nagy mesterének, Kazinczy Ferencnek, akivel sűrű levelezésben állott, bírálata alá. „Az úr önti verseit" írja neki Kazinczy 1824. július 8.-án. Munkáinak nagy része ugyan kéziratban maradt, de a megjelentek is jókora terjedelműek. Kazinczy ítélete ezekről, hogy ha Édes Gergely nem minden verseit, hanem csak válogatott költeményeit adta volna ki, első rangú költőként szerepelhetne. Elaggott napjaiban (1846.) hivatalától megválva, Albert fiához húzódott.

## Munkái

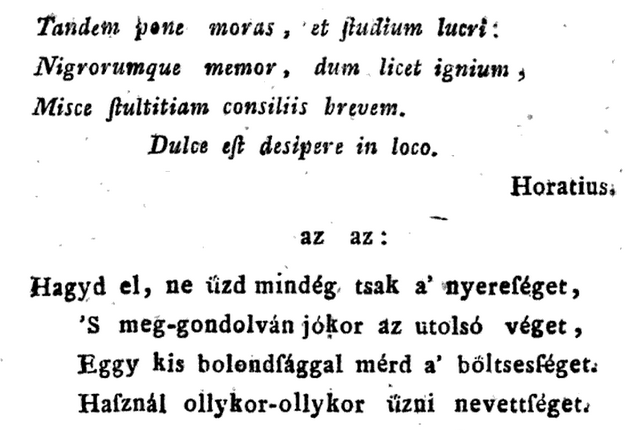
Az Enyelgései mottójául választott Horatius-részlet (Ódák, IV. 12-ből) és fordítása

- Természet könyve, avagy a természetből kimeríttetett becses halhatatlanság… Kassa, 1793.
- Édes Gergely enyelgései. Avagy Időt töltő tréfás versei… Pozsony, 1793. Online (2. jav. és bőv. kiadás. Vácz, 1803.)
- Ama néhai mélt. gróf idősb Rádai Gedeon úrnak hamvaihoz ajánló szava a szerzőnek. Hely. n., 1793.
- A Theosi Anacreon versei kétféle fordításban, egyenesen görögből ford. Vácz, 1803.
- Íramati és danái. (Epigrammata & Odae) Uo. 1803. Online
- Keservei és nyájaskodásai. Uo. 1803.
- Quinti H. Flacci opera latina ejusdem generis versibus hungarice explicata. Vagyis Horácz munkái hasonló versekkel megmagyarázva. Operum tomus II. complectens satyras et epistolas. Vagyis a Q. H. munkáinak II. darabja, mely magába foglalja az ő gúnyjait és leveleit. Pest, 1819. Két kötet.
- Eredeti oktató mesék. Magyar irodalmi ritkaságok (8.) Egyetemi Nyomda, Budapest, 1931.

### Kéziratban
Víg lantos, öt könyvben, Ovid Tristiuma, Levelei, Mondoványai (gnómák), A hitvallás érzelmei a minden különböző vallásnak egyesíthetése végett, különféle énekdarabokban, Magyar grammatika, Az ember utóbbi és fő vége, A halhatatlanság múzsája (distichonokban 15 könyv), A magyar Theokrit, Parlagi múzsa, 3 könyv, Hevesdy, román, Epigrammák és odák.
Levele Kazinczyhoz, Nagy-Kinizs, 1794. okt. 14. (Kazinczy Ferencz Levelezése II. 397. l.), Révaihoz, Nagy-Kinizs, 1795. júl. 17. és egy-két költeménye 1818-ból.
Verseket irt a Szépliteraturai Ajándékba (1823.), Koszorúba (1830–31.) stb.